# Cyphomyia coprates
Cyphomyia coprates är en tvåvingeart som först beskrevs av Walker 1849.  Cyphomyia coprates ingår i släktet Cyphomyia och familjen vapenflugor. Inga underarter finns listade i Catalogue of Life.